# Дубайский финансовый рынок
Дубайский финансовый рынок (англ. Dubai Financial Market, DFM) — фондовая биржа в Дубае, ОАЭ. Была основана 26 марта 2000 года.
На данный момент листинг акций на бирже имеют 40 преимущественно местных компаний и некоторое количество компаний из стран Персидского залива, которые, как правило, имеют двойной листинг акций. По уставу некоторых компаний, иностранцам разрешается владеть акциями компаний, имеющих листинг на бирже.
Биржа расположена в здании Всемирного торгового центра в Дубае.